# Adam Ries

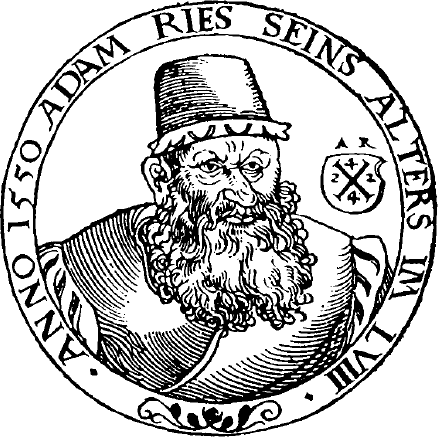
Adam Ries im Alter von 58 Jahren (1550): die einzige zeitgenössische Abbildung des Rechenmeisters

Adam Ries (oft auch Adam Riese; * 1492 oder 1493 in Staffelstein, Hochstift Bamberg; † 30. März oder 2. April 1559 vermutlich in Annaberg oder Wiesa) war ein deutscher Rechenmeister. Bekannt wurde er durch sein Lehrbuch Rechnung auff der Linihen und Federn [...], das bis ins 17. Jahrhundert mindestens 120-mal aufgelegt wurde. Bemerkenswert ist, dass Adam Ries seine Werke nicht – wie damals üblich – in lateinischer, sondern in deutscher Sprache schrieb. Dadurch erreichte er einen großen Leserkreis und konnte darüber hinaus auch zur Vereinheitlichung der deutschen Sprache beitragen.
Adam Ries gilt als der „Vater des modernen Rechnens“. Er hat mit seinen Werken entscheidend dazu beigetragen, dass die römische Zahlendarstellung als unhandlich erkannt und weitgehend durch die nach dem Stellenwertsystem strukturierten indisch-arabischen Zahlzeichen ersetzt wurde. Sein Name ist aus der Redewendung „nach Adam Riese“ allgemein bekannt.

## Leben

### Staffelstein

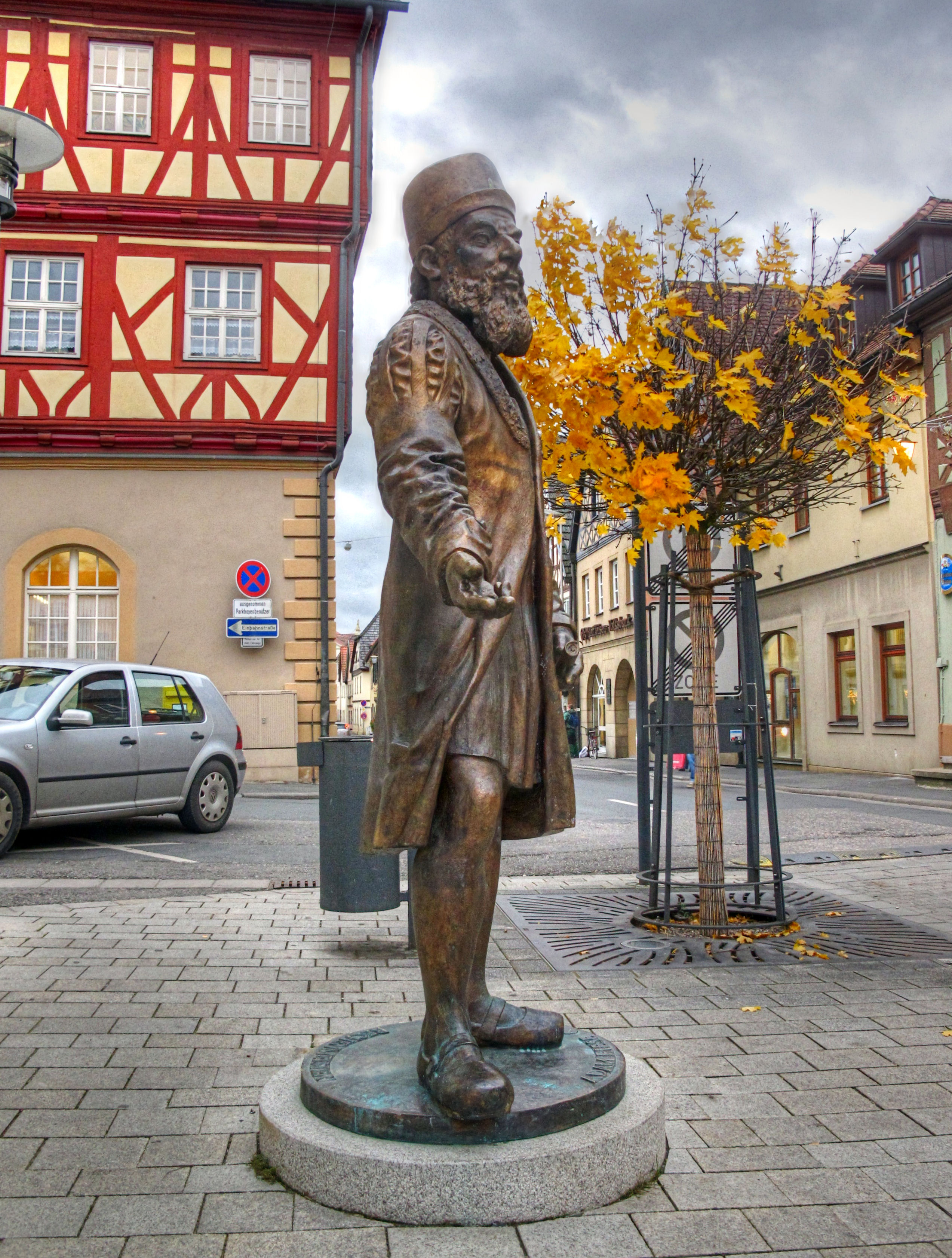
Bronzeplastik in Staffelstein

Adam Ries stammte aus Staffelstein, in der Vorrede zu seiner „Coß“ gibt er darüber selbst Auskunft. Sein Vater Contz Ries war der Besitzer der dortigen Stockmühle, seine Mutter dessen zweite Frau Eva Kittler.
Das Geburtsjahr ist nicht eindeutig zu bestimmen. Die Umschrift auf dem einzig bekannten zeitgenössischen Porträt des Rechenmeisters lautet: ANNO 1550 ADAM RIES SEINS ALTERS IM LVIII. Wenn er demnach im Jahr 1550 im 58. Lebensjahr war, muss er 1492 oder 1493 geboren worden sein, je nachdem, wann er das 58. Lebensjahr vollendet hat.
Die ersten Jahrzehnte nach der Geburt Ries’ sind nicht dokumentiert, sodass nicht bekannt ist, welche Schule er besucht hat. Auch findet sich in den Matrikeln der damals bereits bestehenden Universitäten kein Hinweis auf ein Studium des späteren Rechenmeisters. 1509 hielt er sich mit seinem jüngeren Bruder Conrad in Zwickau auf, der dort die Lateinschule besuchte.
Die älteste bekannte urkundliche Erwähnung Adam Ries’ stammt vom 22. April 1517, als er vor dem Staffelsteiner Rat wegen einer Erbstreitigkeit erschien.

### Erfurt
1518 ging Ries nach Erfurt, wo er eine Rechenschule leitete. In Erfurt verfasste er zwei seiner Rechenbücher und ließ sie dort bei Mathes Maler drucken.

### Annaberg
1522 zog es ihn in die junge, vom Silbererzbergbau geprägte Stadt Annaberg, in der er den Rest seines Lebens verbrachte. In der Johannisgasse eröffnete er eine private Rechenschule. Das Haus beherbergt heute das Adam-Ries-Museum.
1524 beendete Ries die Arbeiten am Manuskript der Coß, einem mehr als 500 Seiten umfassenden Lehrbuch der Algebra (Coß ist der im Mittelalter übliche Name für die Variable bzw. Unbekannte). Die Coß ist ein Bindeglied zwischen der mittelalterlichen und der heutigen Algebra. Das Manuskript war sowohl seinen Söhnen und Schülern als auch anderen mathematisch interessierten Personen aus seinem Umfeld zugänglich, es wurde seinerzeit aber nicht publiziert. Der Druck hätte enorme Kosten verursacht und andere deutsche Mathematiker publizierten vergleichbare Darstellungen zwischen 1520 und 1550. So wurde das vollständige Manuskript erstmals 1992 gedruckt.
Im Traubuch der Annaberger St.-Annen-Kirche wurde 1525 die Vermählung mit Anna Leuber vermerkt, einer Tochter des Freiberger Schlossermeisters Andreas Leuber: „Adam Reyeß Anna Filia Anders lewbers vo Freybergk“. Im selben Jahr legte er den Bürgereid ab. Seinen Lebensunterhalt verdiente er zunächst als Rezessschreiber mit Abrechnungen für die einzelnen Erzgruben, später prüfte er als Berggegenschreiber diese Abrechnungen und sorgte als Zehntner dafür, dass der Landesherr seinen Anteil am Gewinn erhielt.
Ries übernahm verantwortliche Tätigkeiten in der sächsischen Bergverwaltung. Besondere Bedeutung hatte in der Zeit des aufblühenden Bergbaus die Versorgung der rasch zunehmenden Bevölkerung mit Lebensmitteln, insbesondere mit Brot. Brot hatte Festpreise: Es wurden Groschenbrote, Zweigroschenbrote und Pfennigsemmeln verkauft. Die Schwankungen der Getreidepreise wurden mit unterschiedlich großen Brotlaiben berücksichtigt. Im Auftrag der Stadt Annaberg erarbeitete Ries die sogenannte „Annaberger Brotordnung“ zum Schutz der Bevölkerung.
1539 erwarb er die nach ihm benannte „Riesenburg“, ein Vorwerk außerhalb der Stadt, dessen Gebäude den Namen noch heute tragen. Im Jahr 1550 erschien sein letztes Werk im Druck.
Adam Ries starb 1559, die überlieferten Angaben differieren zwischen dem 30. März und 2. April. Auch der genaue Sterbeort ist nicht bekannt, Annaberg oder Wiesa.

## Namensvarianten

### Zeitgenössische Schreibweisen
Da die Schreibweise von Namen damals nicht so festgelegt war wie heute, sind als zeitgenössische Schreibweisen neben Ries auch Ris, Rise, Ryse und sogar Reyeß bekannt.

### „Nach Adam Riese“
Im heutigen Sprachgebrauch finden sich die beiden Namensformen Ries und Riese. Die Form Riese wird auch in der Redewendung „nach Adam Riese“ verwendet.
Die Redewendung „das macht nach Adam Riese“ wird heute noch gebraucht, um die Richtigkeit eines Rechenergebnisses zu unterstreichen. Bereits im 18. Jahrhundert war sie geläufig. Abraham Gotthelf Kästner etwa schreibt in seiner Geschichte der Mathematik 1796: „Nach Adam Riesen, ist lange Zeit Versicherung der Wahrheit einer Rechnung gewesen, wie bey den Kennern der Geometrie, Q. E. D.“ (Abraham Gotthelf Kästner: ) Eine 1785 erschienene Schrift erklärt: „Sprüchwort, das nicht allein in Schwaben, sondern auch in unsern Gegenden bekannt ist: Nach Adam Riesens Rechenbuch. […] Er war ein Deutscher, lebte in Annaberg und seine Exempel waren so künstlich und sinnreich, daß man damals den für den vollkommensten Rechner hielt, der alles auflösen konnte, was in Adam Riesens Buch stand.“ (Georg Friederich Götz: )

## Werk

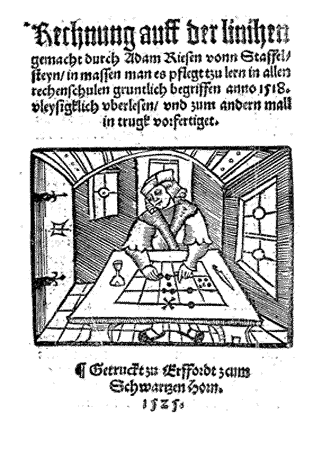
Rechnung auff der linihen, Titelblatt der Erfurter Ausgabe von 1525

Adam Ries verfasste drei Rechenbücher für den Unterricht in Rechenschulen und für die Ausbildung von Kaufleuten und Handwerkern:
- Rechnung auff der linihen (1518): Ries beschreibt darin das Rechnen auf den Linien eines Rechenbretts. Es ist laut dem Vorwort der zweiten Auflage ausdrücklich für Kinder bestimmt.
- Rechenung auff der linihen und federn … (1522): Neben dem Rechnen auf dem Rechenbrett beschreibt er in diesem Buch das Ziffernrechnen mit indischen/arabischen Ziffern.  Es wurde zu seinen Lebzeiten über hundertmal, bislang mindestens 120-mal aufgelegt und begründete seinen Ruf als deutscher Rechenmeister.
- Rechenung nach der lenge/ auff den Linihen vnd Feder/.../Mit grüntlichem unterricht des visierens. (1550): Oft zitiert unter dem Kurztitel „Practica“, da in den einzelnen Kapiteln gleiche praktische Beispiele mit unterschiedlichen Methoden gerechnet werden. Ergänzend zu seinen früheren Büchern hat Ries hier auch das „Visieren“ behandelt, die zu seiner Zeit sehr wichtige Berechnung des Inhalts von Fässern. Das Buch zeigt erstmals auch ein Porträt des Autors, das als einziges zeitgenössisches Bild Ries’ überhaupt auch einen Hinweis auf sein Geburtsjahr gibt.

Ries schrieb seine Bücher in deutscher Sprache. Das förderte ihre Verbreitung im deutschsprachigen Raum und lieferte einen Beitrag zur Vereinheitlichung der deutschen Sprache.
Ries entwarf die Annaberger Brotordnung, diese regelte mit einer Sammlung von Tabellen die zulässigen Gewichtsabweichungen. Später erstellte Adam Ries ähnliche Brotordnungen auch für Joachimsthal, Zwickau, Hof und Leipzig.:
- Ein Gerechent Büchlein/ auff den Schöffel/ Eimer/ vnd Pfundtgewicht... (Manuskript 1533, Druck 1536): Ein Buch mit Tabellen für die Berechnung alltäglicher Preise; eine Art Ratgeber, der – so Ries im Vorwort – hilft, „daß der arme gemeine man ym Brotkauff nicht vbersezt würde“.

1524 beendete Ries die Arbeiten am Manuskript der Coß, eines mehr als 500 Seiten umfassenden Lehrbuchs der Algebra.

## Nachkommen
Mit seiner Frau Anna zeugte er mindestens acht Kinder. Drei der fünf Söhne, Adam, Abraham und Jacob, waren zeitweilig als Rechenmeister in Annaberg tätig. Während Abraham und Jacob 1604 in ihrer Heimat starben, soll Adam sich im Harz niedergelassen haben. Den vierten Sohn, Isaac, zog es nach Leipzig, wo er unter anderem als Visierer (Eichmeister) tätig war. Paul, der fünfte Sohn, wurde Gutsbesitzer und Richter in Wiesa. Die drei Töchter Eva, Anna und Sybilla heirateten jeweils in Annaberg.
Die Nachkommen von Adam Ries sind Gegenstand ständiger, ausführlicher genealogischer Forschung. Noch heute lebt eine Vielzahl von Adam-Ries-Nachfahren im Obererzgebirge. Der Adam-Ries-Bund hat es sich zur Aufgabe gemacht, sämtliche Nachkommen von Adam Ries zu ermitteln, und weist in seiner ständig aktualisierten Datenbank bislang mehr als 27.500 direkte Nachkommen auf.

## Ehrungen

### Denkmale

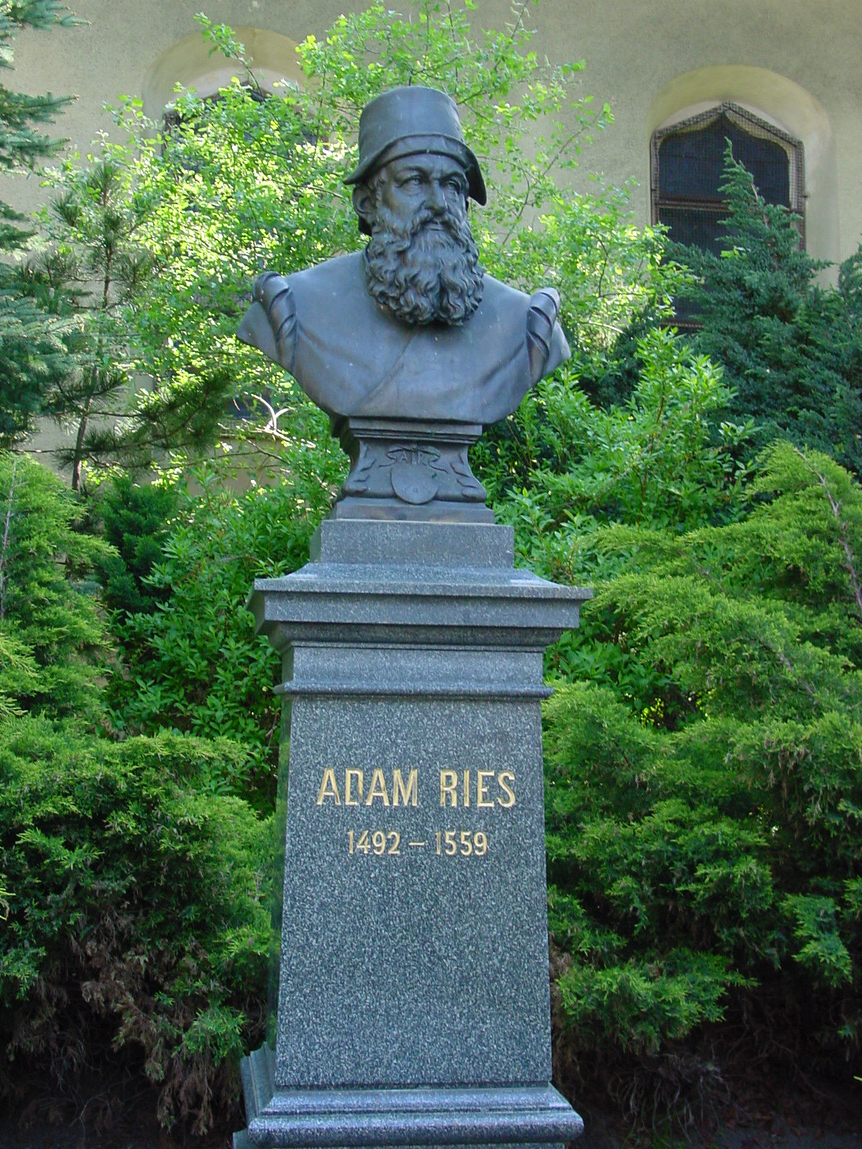
Adam-Ries-Denkmal an der Trinitatiskirche in Annaberg-Buchholz, 2001

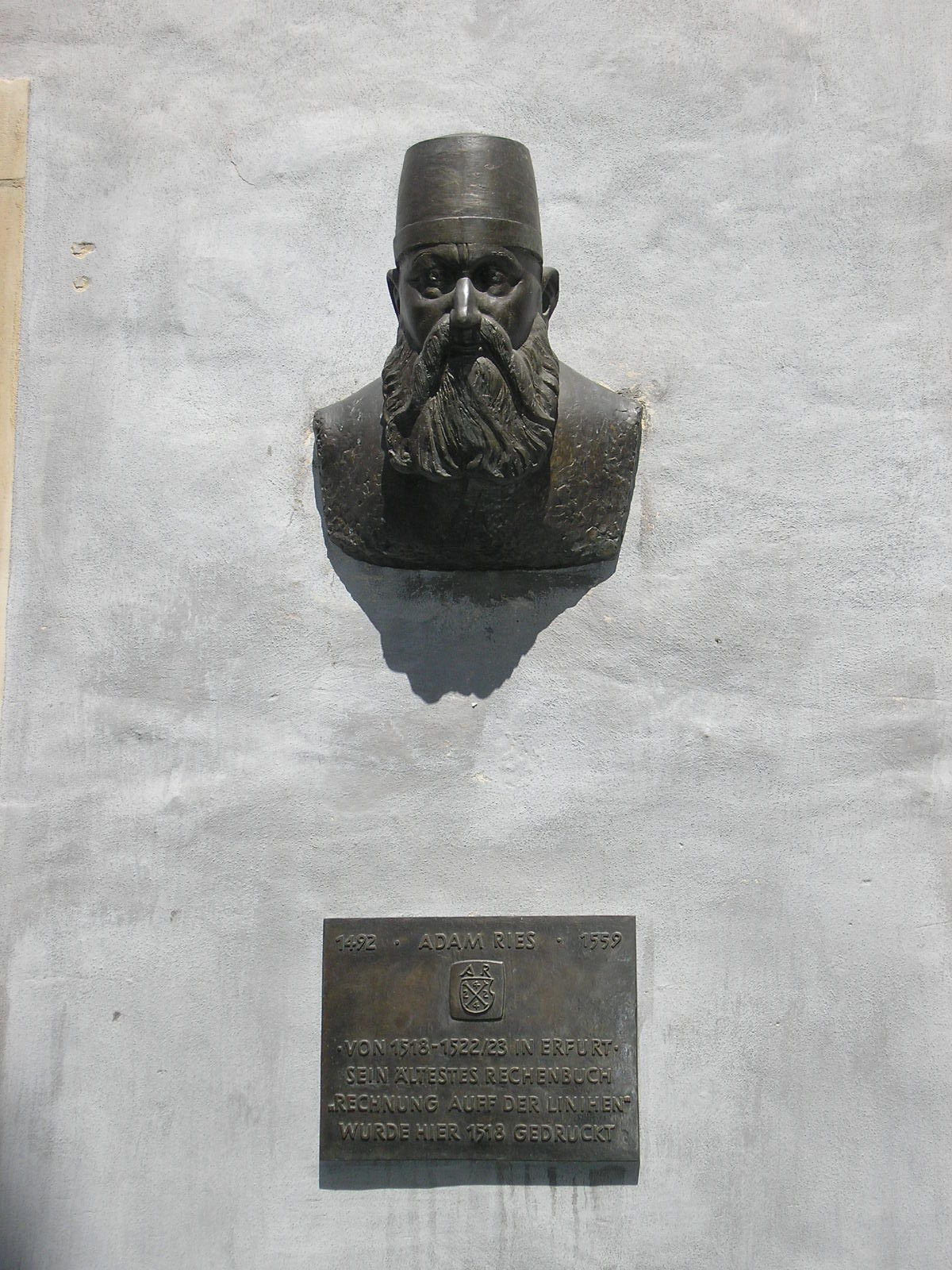
Büste in Erfurt, 2006

#### Annaberg
- 1893: Büste von Robert Henze. Anlässlich des 400. Geburtstages von Adam Ries beschloss der Annaberger Geschichtsverein 1891, dem Rechenmeister ein Denkmal zu setzen. Die vom Dresdner Bildhauer Henze angefertigte Skulptur konnte wegen finanzieller Schwierigkeiten erst am 5. November 1893 geweiht werden. 1943 wurde die Bronzebüste zu Rüstungszwecken eingeschmolzen und erst zehn Jahre später durch eine Sandsteinkopie ersetzt. Ende der 1970er Jahre entfernte man diese zunächst ganz aus dem Stadtbild, da wegen des Materials eine fortwährende Verschlechterung ihres Zustands zu befürchten war. Erst 1991 wurde eine neue Sandsteinbüste vor der Trinitatiskirche aufgestellt. Nach einer schweren Beschädigung durch Vandalismus 1992 konnte sie durch die Initiative des Adam-Ries-Bundes ein weiteres Mal rekonstruiert werden und wurde am 100. Jahrestag der Erstweihe erneut vor der Kirche platziert. Seit dem Jahr 2010 hat das Denkmal seinen Platz vor dem Adam-Ries-Museum und Sitz des Adam-Ries-Bundes in der Annaberger Johannisgasse gefunden.

#### Bad Staffelstein
- 1874: Gedenktafel am Rathaus
- 1959: Sandsteinrelief von Karl Potzler am Rathaus
- 1980: Bronzerelief von Hubert Weber in der Bamberger Straße
- 1990: Bronzerelief von Hubert Weber in der Bahnhofstraße
- 1992: Bronzetafel von Bildhauer Kerner am Eingang des vermuteten früheren Standorts des Geburtshauses von Adam Ries
- 2009: Bronzestatue von Bildhauer Andreas Krämmer in der Bahnhofstraße anlässlich des 450. Todestages

#### Erfurt
- 1992: Dreiteiliges Ensemble mit Bronzebüste, Texttafel und in das Straßenpflaster eingelassener Rechentafel in der Michaelisstraße 48[9]

### Briefmarken

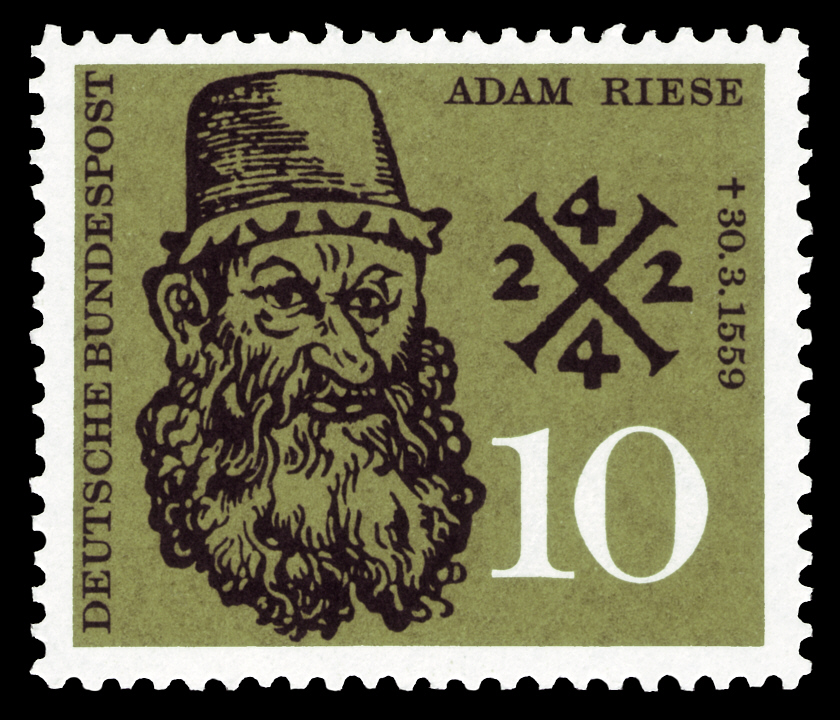
Briefmarke der Deutschen Bundespost (1959) zum 400. Todestag

### Sonstige
- Am 18. August 1997 wurde der Asteroid (7655) Adamries nach ihm benannt.
- Zahlreiche Schulen führen den Namen Adam Ries. Von 2008 bis 2013 trug mit der Adam-Ries-Fachhochschule in Erfurt eine Hochschule seinen Namen.
- Das Stadtmuseum Bad Staffelstein hat Adam Ries eine Abteilung gewidmet. Ausgestellt sind unter anderem Ausgaben seiner Rechenbücher sowie ein Rechenbrett.[10]

### Neuausgaben von Schriften von Ries
- Wolfgang Kaunzner, Hans Wußing (Hrsg.): Coß. Teubner 1992 (Teubner-Archiv zur Mathematik, Supplement 3).
  - Eine ältere Ausgabe erschien in: Bruno Berlet Adam Riese, sein Leben, seine Rechenbücher. Die Coß von Adam Riese, Leipzig, Frankfurt 1892.
- Rainer Gebhardt (Hrsg.): Einblicke in die Coß von Adam Ries: eine Auswahl aus dem Original mit aktuellen Anmerkungen und Kommentaren (= Schriften des Adam-Ries-Bundes Annaberg-Buchholzd. Band ??). Teubner 1994.
- Rainer Gebhardt (Hrsg.): Die Annaberger Brotordnung von Adam Ries (= Schriften des Adam-Ries-Bundes Annaberg-Buchholz. Band 16). Kommentierte und bearbeitete Faksimile-Ausgabe der 1533 erstellten und 1536 gedruckten Brotordnung. Adam-Ries-Bund, Annaberg-Buchholz 2004, ISBN 3-930430-66-5.
- Stefan Deschauer (Hrsg.): Rechnung auff der linihen … in massen man es pflegt tzu lern in allen rechenschulen gruntlich begriffen anno 1518 (= Algorismus. Band 6). München, Institut für Geschichte der Naturwissenschaften 1992.
- Stefan Deschauer (Hrsg.): Rechenung auff der linihen und federn in zal, maß und gewicht auff allerley handierung gemacht und zusamen gelesen durch Adam Riesen von Staffelstein Rechenmeyster zu Erffurdt im 1522 Jar (= Algorismus. Band 5). Institut für Geschichte der Naturwissenschaften, München 1991.
- Stefan Deschauer, Erich Wittmann (Herausgeber) Das zweite Rechenbuch von Adam Ries: eine moderne Textfassung mit Kommentar und metrologischem Anhang und einer Einführung in Leben und Werk des Rechenmeisters. Vieweg, Braunschweig 1992 (das Rechenbuch von 1522 in neuhochdeutscher Übertragung).
- Rechenbuch auff Linien und Ziphren in allerley Handthierung, Geschäfften unnd Kauffmanschafft […]. Neudruck der Ausgabe Frankfurt am Main 1574 von 1954.
- Ein Faksimilenachdruck der Practica (1550) von Ries erschien 1976 bei Gerstenberg in Hildesheim
- Christiane Brodersen, Kai Brodersen (Hrsg.): Adam Ries: Das erste Rechenbuch (Erfurt 1525), Faksimile, Transkription und Übertragung. Speyer 2018, ISBN 978-3-939526-38-4, eingeschränkte Vorschau in der Google-Buchsuche
- Magistrat der Stadt Erfurt (Hrsg.), Manfred Weidauer, Erfurt (Bearbeitung): Rechnung auff der Linihen und Federn / Auff allerley handthierung gemacht / durch Adam Risen. zum andern mal ubersehen und gemehret. Wissenschaftliche Allgemeinbibliothek Erfurt, Erfurt 1991 (Faksimile).

### Sekundärliteratur
- Moritz Cantor: Riese, Adam. In: Allgemeine Deutsche Biographie (ADB). Band 28, Duncker & Humblot, Leipzig 1889, S. 576 f.
- Fritz Deubner: … nach Adam Ries. Leben und Wirken des großen Rechenmeisters. 1. Auflage, 1.–6. Tausend. Urania-Verlag, Leipzig u. a. 1959.
- Willy Roch: Adam Ries. Des deutschen Volkes Rechenlehrer. Sein Leben, sein Werk und seine Bedeutung. Herfurth, Frankfurt am Main 1959.
- Adam Rieß vom Staffelstein. Rechenmeister und Cossist (= Staffelsteiner Schriften. Bd. 1). Verlag für Staffelsteiner Schriften, Staffelstein 1992, ISBN 3-9802943-0-7.
- Rainer Gebhardt (Hrsg.): Adam Ries – Humanist, Rechenmeister, Bergbeamter (= Schriften des Adam-Ries-Bundes Annaberg-Buchholz. Bd. 1). Adam-Ries-Bund, Annaberg-Buchholz 1992, ISBN 3-930430-00-2.
- Georg Gehler, Wolfgang Lorenz: Das Neue Adam-Ries-Nachfahrenbuch (= Schriften des Adam-Ries-Bundes Annaberg-Buchholz. Bd. 8). Adam-Ries-Bund, Annaberg-Buchholz 1997, ISBN 3-930430-06-1.
- Wolfgang Kauzner: Adam Ries im Spiegel seiner algebraischen Handschriften. Im Anhang Abdruck von Buch II und III der „Algebra des Initius Algebras“ aus der Feder von Adam Ries in Kodex Dresden C 349 (= Staffelsteiner Schriften. Bd. 8 = Schriften des Adam-Ries-Bundes Annaberg-Buchholz. Bd. 10). Adam-Ries-Bund, Annaberg-Buchholz 1998, ISBN 3-930430-23-1.
- Hans Burkhardt: Annaberger Adam-Ries-Büchlein. Geschichte um den Rechenmeister in Bild und Wort. Projekte-Verlag, Halle 2003, ISBN 3-931950-93-X.
- Menso Folkerts: Ries (fälschlich: Riese), Adam. In: Neue Deutsche Biographie (NDB). Band 21, Duncker & Humblot, Berlin 2003, ISBN 3-428-11202-4, S. 605 f. (Digitalisat).
- Joachim Mehnert: Wahre Geschichten um Adam Ries (= Wahre Geschichten. Nr. 36). Tauchaer Verlag, Taucha 2003, ISBN 3-89772-066-3.
- Bernd Luderer (Hrsg.): Adam Ries and his „Coss“. A Contribution to the Development of Algebra in 16th Century Germany (= Eagle 11 Eagle-Einblicke). With contributions by Wolfgang Kaunzner and Hans Wußing. Edition am Gutenbergplatz Leipzig, Leipzig 2004, ISBN 3-937219-11-0.
- Peter Rochhaus: Adam Ries. Vater des modernen Rechnens. Sutton, Erfurt 2008, ISBN 978-3-86680-407-4.
- Wolfgang Blum: 450. Todestag von Adam Ries - Riesiger Fehler. In: Süddeutsche Zeitung, 28./29. März 2009.
- Bernd Rüdiger, Wolfgang Lorenz: Quellen zu Adam Ries (= Quellen zum Leben und Wirken Adam Ries’ und seiner Söhne. Bd. 1). Adam-Ries-Bund, Annaberg-Buchholz 2009, ISBN 978-3-930430-87-1.
- Jürgen Weiß: B. G. Teubner zum 225. Geburtstag. Adam Ries, Völkerschlacht, F. A. Brockhaus, Augustusplatz, Leipziger Zeitung, Börsenblatt (= Eagle 35 Eagle-Essay). Edition am Gutenbergplatz Leipzig, Leipzig 2009, ISBN 978-3-937219-35-6.
- Hans Wußing: Adam Ries. 3., bearbeitete und erweiterte Auflage. (= Eagle 33 Eagle-Essay). Edition am Gutenbergplatz Leipzig, Leipzig 2009, ISBN 978-3-937219-33-2.
- Friedrich Naumann: Die historische Entwicklung des erzgebirgischen Bergbaus und Adam Ries als „Bergmann von der Feder“. In: Gemeinnützige Mathematik – Adam Ries und seine Folgen. Acta Academiae Scientiarum 8 (2003), Hrsg.: J. Kiefer u. K. Reich, Erfurt 2003, S. 55–87. ISBN 3-932295-56-0, ISSN 0942-9875.
- Friedrich Naumann: Adam Ries als „Bergmann von der Feder“. In: Hans Wußing: Adam Ries. Leipzig 2009, S. 151–158, ISBN 978-3-937219-33-2.
- Bernd Rüdiger: Adam Ries. Leben und Wirken des bedeutendsten deutschen Rechenmeisters. Adam-Ries-Bund, Annaberg-Buchholz 2017. ISBN 978-3-944217-25-3